# Paul Wernert
 (avril 2021).
Si vous disposez d'ouvrages ou d'articles de référence ou si vous connaissez des sites web de qualité traitant du thème abordé ici, merci de compléter l'article en donnant les références utiles à sa vérifiabilité et en les liant à la section « Notes et références ».
Paul Wernert, né à Strasbourg le 29 octobre 1889 où il est mort le 19 septembre 1972, est un paléontologue et préhistorien français, enseignant à l'université de Paris et à l'université de Strasbourg. Il consacra une grande partie de sa carrière à l'étude du Quaternaire en Alsace, notamment à l'aide du gisement préhistorique d'Achenheim.

## Formation
Paul Wernert est né après sa sœur Madeleine comme deuxième enfant de Florent Wernert, fondé de pouvoirs, et de Mathilde Ulrich. Il perdit son père en 1902. Il fit ses études secondaires au lycée Fustel de Coulanges, à Strasbourg, et fut fortement orienté vers la préhistoire par sa mère. Dès 1904, à l'âge de 15 ans, il commença à s'intéresser au gisement d'Achenheim, qui fournit matière à ses premières publications à partir de 1908. Après son baccalauréat, il étudia la paléontologie et la préhistoire à université Eberhard Karl de Tübingen.

## Parcours
À partir de 1913, Paul Wernert collabora aux recherches menées par l'Institut de paléontologie humaine (IPH) de Paris, en particulier celles conduites en Espagne dans la grotte d'El Castillo par l'abbé Hugo Obermaier, professeur de géologie appliquée à la préhistoire à l'IPH, et l'abbé Henri Breuil, professeur d'ethnographie préhistorique dans cet établissement. Le premier était un scientifique de Bavière qui était auparavant privat-docent à Vienne et avec qui Wernert noua une profonde amitié, le second futur professeur au Collège de France.
L'Institut de paléontologie humaine de Paris collaborait avec des savants et institutions étrangers pour les fouilles préhistoriques. C'est ainsi qu'avec Hugo Obermaier et Henri Breuil, Paul Wernert participa à des fouilles en Bavière, en France, en Espagne, où il rencontra le Père Pierre Teilhard de Chardin.
Le déclenchement de la Première Guerre mondiale et l'émergence d'une archéologie nationale espagnole provoquèrent l'arrêt de la collaboration franco-espagnole à travers l'IPH. Le professeur Obermaier entra au service du Musée national des sciences naturelles d'Espagne, à Madrid, et Paul Wernert lui fut attaché comme assistant pour participer aux fouilles, aux relevés glaciologiques et aux études des terrains quaternaires de la Péninsule Ibérique.
Après la guerre, de retour à Strasbourg, Paul Wernert collabora aux journaux Dépêche et République, puis entra au service du consulat d'Espagne comme « chancelier ». En 1938, il devint professeur à l'Institut commercial supérieur de Strasbourg, dont il possédait le diplôme depuis 1922. En 1932, Paul Wernert était nommé chargé de conférences à l’École d'anthropologie de Paris, où il donnait des cours de paléoethnologie. En dehors des dates de cours il partageait son temps entre l'Alsace, où il suivait attentivement le gisement d'Achenheim, et le Sud-Ouest, où il collaborait avec l'abbé Breuil, devenu professeur au Collège de France, pour l'étude des terrasses de la Garonne et de diverses grottes. En 1933, Paul Wernert participa à la mission « Breuil-Teilhard de Chardin-Monfreid » en Abyssinie.
Le 24 novembre 1934 Paul Wernert épousa Jeanne Claire Ittel. Le couple eut un fils, Michel, né en 1944. En 1940, il était chargé par le recteur de l'université de Paris du cours de  préhistoire et des fonctions de directeur adjoint du laboratoire d'ethnologie de l’École pratique des hautes études à Paris. Durant l’annexion entre 1940 et 1944 il exerça, lorsqu’il était présent en Alsace, la présidence de la Société pour la conservation des monuments historiques d'Alsace, permettant à cette dernière de survivre malgré les difficultés.
En 1945, Paul Wernert entra au CNRS comme chargé de recherches et, en 1948, il fut nommé directeur de la Circonscription des Antiquités préhistoriques de l'Est de la France, fonction qui se réduisit par la suite à la circonscription d'Alsace et qu'il occupa jusqu'en 1964.
Ce n’est que le 15 novembre 1956, à l’âge de 67 ans après 50 ans de recherches, que ce perfectionniste présenta sa thèse sur le Quaternaire d'Alsace pour laquelle il a rassemblé plein d'échantillons de mammifères fossiles, ainsi que des outils de l'activité humaine sur ses revenus personnels devant l'université de Strasbourg. Un jury solennel accueillit l'abbé Breuil, âgé de 80 ans, enchanté, ravi pour son collègue et ami. Chargé de cours à l'université de Strasbourg jusqu'en 1968, une curieuse retraite commençait. Il apportait tous ses soins à la mise en valeur des milliers de pièces recueillies pendant près de 70 ans. De plus, il accordait aux chercheurs, aux jeunes et aux plus âgés, l'inépuisable bienveillance de ses services de conseiller, de traducteur polyglotte, d'érudit et d'ami. Une courte maladie a mis fin à une vie de travail et de modestie en 1972.

## Travaux

### Quaternaire d'Alsace
Les terrains quaternaires d'Alsace sont représentés par des cônes de graviers, des épandages de galets, des colluvionnements, mais surtout par les couches de lœss qui se sont accumulées pendant les périodes froides. Pendant 52 ans Paul Wernert, avec l'appui indispensable de sa mère et sa sœur, a observé, fouillé, mesuré, dessiné le grand gisement lœssique d’Achenheim. Il a récolté des milliers d'échantillons de mammifères fossiles et des centaines de témoins de l'activité humaine, que les ouvriers des tuileries lui mettaient de côté. Niveau par niveau, la faune du Quaternaire récent a été reconstituée : alternance de périodes froides et de périodes tempérées. On voit se succéder les formes archaïques, puis plus évoluées de Mammifères comme Rodentia, Equidae, Cervidae, Canidae, Ursidae, Hyaenidae, Rhinocerotidae et l’Elephantidae ainsi que des Mollusca, qu'il a comparées aux autres faunes d’Europe. Les outils préhistoriques sont décrits, depuis les outils oldowayens jusqu'aux outils de l’Aurignacien.
Le résultat de ces recherches se trouve dans la thèse de Paul Wernert en un volume, parue dans les Mémoires du Service de la Carte géologique d'Alsace et de Lorraine (1957), qui reconstituent l'histoire de la vie et des climats au Quaternaire récent dans les régions rhénanes. Son importante collection du Quaternaire est partagée entre l’Institut de géologie de Strasbourg et le Musée national de Préhistoire, aux Eyzies.

### Art pariétal et rupestre en Espagne
En Espagne, Paul Wernert participa aux fouilles des grottes préhistoriques peintes avec Hugo Obermaier, puis l'abbé Breuil et le père Teilhard de Chardin. Un travail très important fut la fouille de la grotte d'El Castillo, en Cantabrie. Paul Wernert découvrit la grotte de la Pasiega. Toute une série de publications datent de cette époque, pendant laquelle Paul Wernert s'est occupé plus particulièrement de l'étude du Paléolithique de la vallée du Manzanares et de la communauté de Madrid, ainsi que des peintures rupestres du Levant espagnol. Des études furent également entreprises sur des problèmes de glaciologie, au versant sud de la Sierra de Guadarrama.

### Mission en Abyssinie (Éthiopie)
C'est en Abyssinie et en Somalie qu'en 1932-1933 Paul Wernert participa à une mission scientifique en Afrique orientale, avec l'abbé Breuil, le père Teilhard de Chardin et Henry de Monfreid. Les recherches portaient sur le Quaternaire et la Préhistoire de ces régions. Paul Wernert était chargé de fouiller la grotte dite du « Porc-Épic », près de Dire Dawa, dans l'Harar. Une publication donne les caractères des industries lithiques de ces régions.

### Paléoethnologie
Enfin, la contribution de Paul Wernert est précieuse sur la paléoethnologie. Sa familiarité avec les outils préhistoriques et surtout avec les peintures pariétales orientait sa réflexion vers le difficile problème des rites, des cultes et des religions de la Préhistoire. C'est par comparaison avec les rites actuels des peuples dits « sauvages » que ces questions peuvent être éclairées. Il a travaillé sur les chasseurs de têtes, les crânes cloués, le feu dans les rites funéraires, les mutilations corporelles, la scarification, les rites sur les peaux d'animaux servant de cibles. À Achenheim, Paul Wernert découvrit des boules de lœss de 3 à 5 cm pétries de main d'homme au Paléolithique, et disposées en tas d'une manière intentionnelle, projectiles utilisés pour des rites magiques et expiatoires.

### Autres recherches
Faisant partie des meilleurs spécialistes européens dans le domaine de la préhistoire, Paul Wernert fut associé à de nombreux travaux et problèmes de la première moitié du XXe siècle, comme celui du Quaternaire de la Garonne, au relevé des monuments d'art pariétal de la grotte des Trois-Frères, en Ariège, et aux discussions et études qui animaient l'Institut de paléontologie humaine et le laboratoire d'ethnologie de l’École pratique des hautes études.

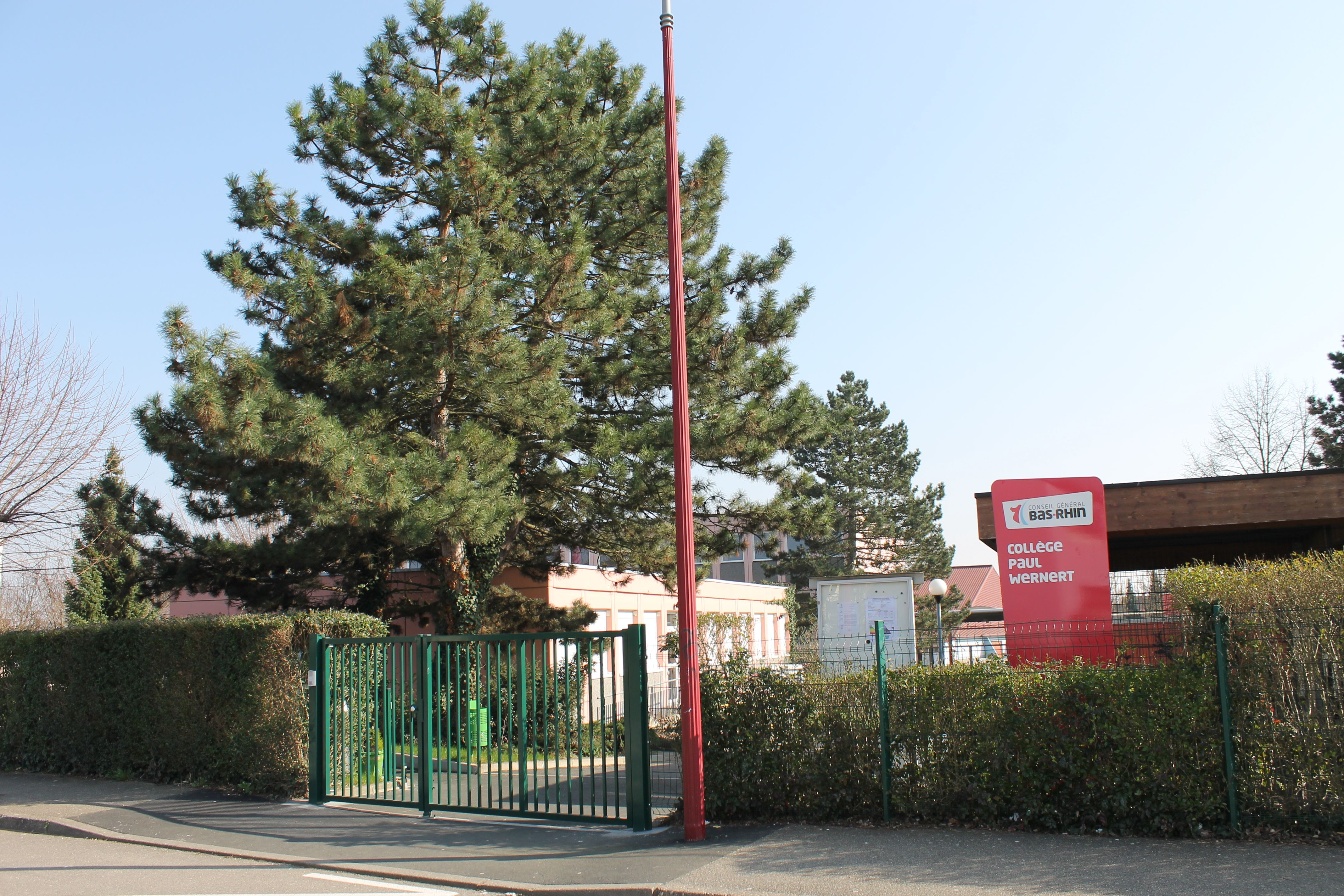
Collège Paul-Wernert à Achenheim

## Distinctions
- Prix Millet-Roussin de l’Académie des Sciences, le 17 novembre 1958
- Officier d'Académie, le 13 avril 1936
- Officier de l’Ordre d'Isabel la Catolica, le 29 août 1954

## Publications
De 1908 à 1972, Paul Wernert a écrit 110 publications en langue allemande, espagnole et française, dont nous donnons un court aperçu :
- P. Wernert, Ein wichtiger paläolithischer Fund aus Achenheim Die Vogesen, II, Beil. Wasigenstein, 2, p. 6–7 (1908)
- P. Wernert, Ein Bronzezeitfund ans Achenheim, Anzeiger elsäss. Altertumskunde, I, 1, p. 8–9 (1909)
- P. Wernert, I. del Pan, Interpretaciôn de un adorno en las figuras humanas masculinas de Alpera y Cogul. Ensayo de etnografia comparada, Bol. R. Soc. esp. Hist. nat., 15, p. 180–189 (1915)
- P. Wernert, H. Obermaier, Las peinturas rupestres del Barranco de Valltorta (Castellón), Mem. Com. Invest. Paleont. Prehist., 23, p. 134 (1919)
- P. Wernert, Massacres de Cervidés du Paléolithique ancien du Castillo (Santander) et d'Achenheim (Bas-Rhin) Anuario del Cuerpo Facultativo de Archiveros, Bibliothecarios y Arqneólogos, 2, p. 5–15 (1934)
- P. Wernert, L'anthropophagie rituelle et la chasse aux têtes aux époques actuelle et paléolithique L'Anthropologie, 40, 1–2, p. 33–43 (1936)
- P. Wernert, P. Teilhard de Chardin, H. Breuil, Les   industries   lithiques   de   Somalie   française.   L'Anthropologie,   49,  p. 497-522 (1939-40)
- P. Wernert, in: Histoire générale des religions, I, Quillet éd., Paris (1948): (I) Le culte des crânes à l'époque paléolithique p. 53–72; (II) Les hommes de l'âge de la pierre représentaient-ils les esprits des défunts et des ancêtres ? p. 73–88 ; (III) La signification des cavernes d'art paléolithique p. 89–97.
- P. Wernert (Thèse), Stratigraphie paléontologique et préhistorique des sédiments quaternaires d'Alsace, Achenheim Mém. Serv. Carte géol. Als. Lorr., 14, 259 p. (1957)
- P. Wernert, Les boules de lœss d'Achenheim et les « Lihtte Mirr » ; essai de Paléo-Ethnographie comparée. Cah. als. Archéol. Art et Hist., 5, p. 5–18 (1961)

## Hommages
- Le collège d’Achenheim s’appelle en son honneur depuis 1979 collège Paul-Wernert.